# Stanisław Krzykała
Stanisław Krzykała (ur. 28 sierpnia 1909 w Lublinie, zm. 14 maja 1976 tamże) – nauczyciel, polonista, działacz komunistyczny, funkcjonariusz aparatu bezpieczeństwa, prezydent Lublina, pracownik naukowy, profesor i prorektor Uniwersytetu Marii Curie-Skłodowskiej.

## Życiorys
Syn Antoniego i Antoniny. W 1929 ukończył I Liceum Ogólnokształcące im. Stanisława Staszica w Lublinie. 1930–1931 odbywał służbę wojskową w Szkole Podchorążych Rezerwy Piechoty w Zambrowie. 1931–1936 studiował polonistykę na KUL, a jednocześnie pracował w Urzędzie Skarbowym w Chełmie. Od 1935 działał w Organizacji Młodzieżowej (OM) Towarzystwa Uniwersytetu Robotniczego (TUR); należał także do Komunistycznego Związku Młodzieży Polskiej (KZMP). W lubelskim oddziale Ligi Obrony Praw Człowieka i Obywatela pełnił funkcję sekretarza. W 1936 obronił pracę magisterską pt.  O mowie ludowej wsi Bychawka. 24 czerwca 1937 został aresztowany skazany na 3 lata więzienia za działalność komunistyczną, wyszedł na wolność 9 września 1939, w czasie okupacji ukrywał się i prowadził tajne nauczanie.

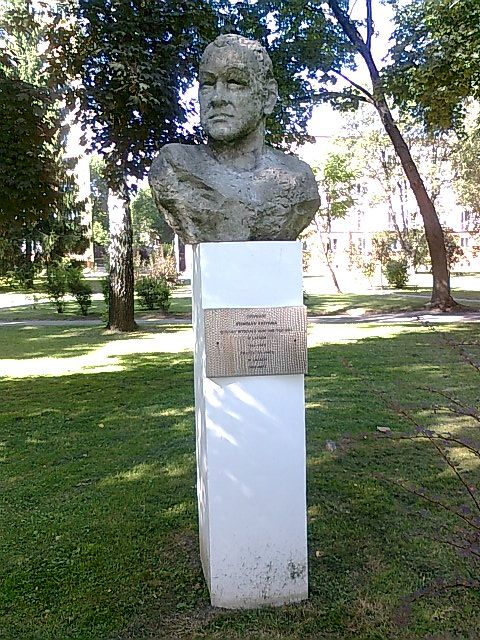
Popiersie Stanisława Krzykały przed Chatką Żaka UMCS w Lublinie

Po wyzwoleniu Lublina włączył się w działalność władz komunistycznych, w sierpniu 1944 był jednym z uczestników pierwszej narady partyjnej. 8 sierpnia 1944 w stopniu porucznika został skierowany przez kierownika Resortu Bezpieczeństwa Publicznego Stanisława Radkiewicza do dyspozycji kierownika Wojewódzkiego Urzędu Bezpieczeństwa Publicznego (WUBP) jako etatowy funkcjonariusz; do 5 listopada 1944 był kierownikiem Wydziału Personalnego WUBP w Lublinie . Po odejściu ze służby, z rekomendacji PPR w październiku 1944 objął stanowisko wiceprezydenta Lublina, a w 1948 prezydenta. W latach 1950–1954 był prezydentem i przewodniczącym Miejskiej Rady Narodowej (MNR) Lublina. Od 1951 pracownik naukowy UMCS w Lublinie, od 1960 doktor na podstawie pracy pt. Studenci Instytutu Rolniczo-Leśnego w Puławach w walce z caratem (1869–1914), od 1962 docent, a od 1971 profesor nadzwyczajny. Od 1948 prowadził wykłady z zakresu nauk społecznych, wiedzy o Polsce i świecie i podstaw marksizmu-leninizmu. W 1952 przeszedł kurs dla wykładowców marksizmu-leninizmu w Instytucie Kształcenia Kadr Naukowych przy KC PZPR. Organizator i kierownik Katedry Marksizmu-Leninizmu UMCS w 1951. W latach 1964–1969 dziekan Wydziału Humanistycznego, następnie do 1972 prorektor, a od 1972 do 1975 dyrektor Instytutu Historii UMCS .
Członek PPR, a następnie PZPR. Był zastępcą Sekretarza Komitetu Miejskiego PPR w Lublinie, a później w PZPR, w tym był członkiem Komitetu Uczelnianego PZPR przy UMSC w Lublinie. Ojciec koszykarza Wojciecha Krzykały i dziadek koszykarza Jacka Krzykały.
Pochowany w Alei Zasłużonych części komunalnej cmentarza przy ul. Lipowej w Lublinie (kwatera P3AZ-1-6).

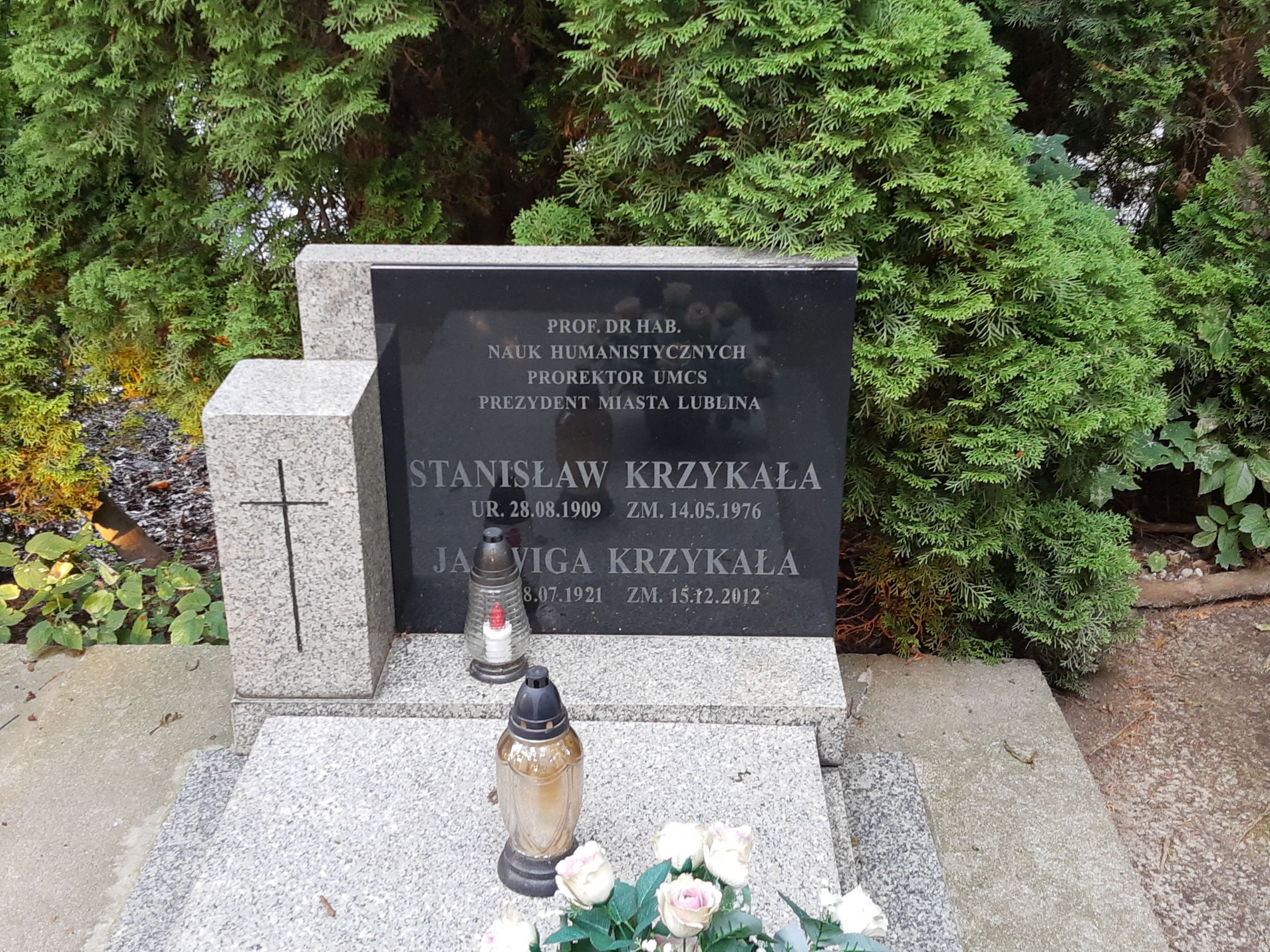
Grób prof. Stanisława Krzykały na cmentarzu przy ul. Lipowej

## Działalność społeczna
W latach 1947–1948 pełnił funkcję przewodniczącego Zarządu Miejskiego TPPR. Był wiceprzewodniczącym Komitetu Miejskiego Obrońców Pokoju, działał we Froncie Jedności Narodu oraz w Związku Bojowników o Wolność i Demokrację. Był również sekretarzem redakcji „Rocznika Lubelskiego”, prezesem Zarządu Wojewódzkiego Towarzystwa Wiedzy Powszechnej, wiceprezesem Lubelskiego Oddziału Polskiego Towarzystwa Historycznego i członkiem Lubelskiego Towarzystwa Naukowego. Jako członek wszedł w skład egzekutywy Komitetu Miejskiego, udzielał się jako wykładowca Wojewódzkiej Szkoły Partyjnej, Wojewódzkiego Ośrodka Propagandy Partyjnej, Wieczorowego Uniwersytetu Marksizmu-Leninizmu i lektor KW PZPR w Lublinie. Działał czynnie w Związku Nauczycielstwa Polskiego.

## Ordery i odznaczenia
Za swą służbę i pracę otrzymał odznaczenia:
- Krzyż Oficerski Orderu Odrodzenia Polski (1969),
- Krzyż Kawalerski Orderu Odrodzenia Polski (1959),
- Złoty Krzyż Zasługi (1953),
- Odznaka 1000-lecia Państwa Polskiego,
- Zasłużony dla Lubelszczyzny,
- Zasłużony dla miasta Lublina.

W 1966 i 1972 otrzymał nagrodę II stopnia Ministra Nauki, Szkolnictwa Wyższego i Techniki oraz w 1975 nagrodę zespołową II-go stopnia.